# Crocidura beatus
Crocidura beatus е вид бозайник от семейство Земеровкови (Soricidae).

## Разпространение
Видът е разпространен във Филипини.